# Onthophagus penicillatus
Onthophagus penicillatus är en skalbaggsart som beskrevs av Edgar von Harold 1879. Onthophagus penicillatus ingår i släktet Onthophagus och familjen bladhorningar. Inga underarter finns listade i Catalogue of Life.